# Ruta Estatal de California 186
La Ruta Estatal de California 186, y abreviada SR 186 (en inglés: California State Route 186) es una carretera estatal estadounidense ubicada en el estado de California. La carretera inicia en el Sur desde la frontera mexicana-estadounidense cerca de Los Algodones, Baja California en sentido Norte hasta finalizar en la I 8     cerca de Winterhaven. La carretera tiene una longitud de 3,3 km (2.070 mi).

## Mantenimiento
Al igual que las autopistas interestatales, y las rutas federales y el resto de carreteras estatales, la Ruta Estatal de California 186 es administrada y mantenida por el Departamento de Transporte de California por sus siglas en inglés Caltrans.